# Bandella maxi
Bandella maxi är en tvåvingeart som beskrevs av Daniel J. Bickel 2002. Bandella maxi ingår i släktet Bandella och familjen dansflugor.
Artens utbredningsområde är Queensland. Inga underarter finns listade i Catalogue of Life.